# 通訊匯流

三网融合的网络拓扑图

（英語：或）的大意即電信网、互联网、有线电视网（三网）乃至其他廣播、媒體等不同电信網路的整合與發展。其中數位時代的通訊傳播不再只是單一的電信或傳播媒體，而是整合了電信、資訊與傳播的新媒體（Multi-play），未來不同的網路平台具備載送相似類型服務的能力，業者提供消費者多元且功能整合的終端設備。

## 匯流的定義
早期的文獻認為匯流是服務與網路的匯流（劉幼琍，2004），而在1980年代晚期之後資通技術的整合現象出現，各個研究單位、學者對於匯流從各自的技術、法令、政策、社會的觀點產生不同的看法，彙整如下：
| 提出者                             | 定義 |
| ---------------------------------- | --- |
| Pool（1983）                       | 過去為不同媒體所提供的服務，如今可由一個媒體提供；過去為一種媒體所提供的服務，如今可由不同的媒體提供                                                                 |
| Brand（1988）                      | 在個人電腦科技迅速發展下所造成媒體、出版以及電腦三個產業相互整合的現象                                                                                               |
| 國際電信聯盟（ITU）（1996）        | 由於科技進步改變了內容與網路載具之間的互動關係，相關產業中各部門的關係亦隨之發生變化，電信公司與廣播或電視公司在服務以及技術層面，已經開始逐步的相互侵入彼此的市場中 |
| 歐盟（1997）                       | 不同網路平台有能力攜帶相似的服務；消費者設備（如電話、電視、個人電腦）的彙集                                                                                         |
| Edwards（1999） Sheldon（2001）    | 單一網路可提供多種服務（如語音、數據、廣播）的能力 |
| Inter Media（1999） 劉幼琍（2004） | 市場匯流：資訊、娛樂、教育市場的整合； 產業匯流：電信、媒體、資訊、消費性電子產業的整合； 科技匯流：不同科技的整合                                                   |
| 經濟合作暨發展組織（OECD）（1999） | 是一種跨越電信與廣播產業的連鎖現象 |
| Baur等（2002）                     | 基於科技技術、經濟有利的考量，驅使共同提供某項服務的結果 |

### 匯流的促成原因
匯流的因素主要建立在科技創新的基礎上，但產業有無能力匯流，則是端看在科技創新的公司之內部資源（如資金），以及消費者（使用者）有無需求。科技產業，如電信產業，其基礎設施的沉沒成本較高（計價單位通常以億元計算），造成進入障礙，而在做技術的創新時，也同樣有較高的研發成本，資金不足則無法持續研發而落後於其他企業；消費者如果沒有創新的整合性產品的需求，即使產品製作出來，也難以形成市場而讓企業投資的沉沒成本回收。
其他如政府法規也是匯流可能的因素之一。法規是讓產業是否可以去合法實行的要素（也有公司在合法實行前即去投資），例如「自由化」、「解除管制」即為促進產業競爭、增加投資的驅力。

### 媒介跨領域情形
| 語音     | 視訊     | 數據     |
| -------- | -------- | -------- |
| 無線電視 | 有線電視 | 數位電視 |
| 線纜電話 | 直播衛星 | 有線電視 |
| 網路電話 | 網路電視 | 直播衛星 |
| 無線廣播 | 有線電信 | 網際網路 |
| 有線廣播 | 無線電信 | 有線電信 |
|          |          | 無線電信 |
|          |          | 數位廣播 |

## 通訊匯流的沿革

### 自由化與解除管制
自由化與解除管制的基本精神是減少不必要的政府干預與法令限制，充分尊重市場機制，將傳統獨佔的市場開放給其他具有效率之事業參與競爭，期待透過市場競爭的力量提升事業的經營效率，並藉由整體產業之效率及創新，提供消費者更便宜價格及更多樣化電信服務。
技術變革是推動電信管理體制變革的根本原因，微波通信技術和衛星通信技術為人類帶來了比電纜更經濟的通信系統。採用微波通信技術建立的通信系統，無需在地下鋪設纜線，只要在一定距離內建設兩個天線，就可完成兩地間的傳輸，使電信的獨占面臨挑戰，這種無線通信方式比纜線投資少、建設期短、容量大，由微波技術行程的通信網路將不像纜線那樣具有明顯的規模經濟性。換句話說，獨占體制不適用這種新技術組建的電信企業，兩個微波通信應該是可以相互競爭的，電信獨占的基礎由於微波數的產生開始出現動搖。

#### 美國
美國的解除管制源於1870年的《鐵路法》及1934年的《通訊法》，允許某種程度的電信和有線電視跨業經營。另外，依地區公用事業來提供當地一般業者資費標準。目前電信業者可提供隨選視訊的服務，此即表示可提供有線電視基本建設，但同時必須允許節目提供者之開放接取。此外，電話營運公司進入寬頻通信或頻寬營運進入電話服務目前已可跨業經營。
就產業發展的角度觀察，電信、傳播、資訊（網際網路及資通安全）三個領域匯流合一，乃世界的潮流趨勢。美國1970年聯邦通訊委員會（FCC）禁止電信業與傳播業互跨經營，國會並於1984年有線傳播政策法第613條明文，為防止獨占的區域性電話公司，遂行不公平競爭行為，妨礙有線電視產業的發展，禁止跨業經營。數個區域性電話公司分別提出訴訟，主張美國憲法增修第一條之言論與新聞自由，認為其電信服務網路，技術上可以提供影視節給電話用戶。FCC的主張是，公用電信事業本身擁有獨佔優勢，禁令之目的在促進有線電視產業的競爭，避免區域性電話公司獨占，屬於市場結構的管制，算是一種反托拉斯管制措施；禁令只是間接影響言論，而不是以內容為基礎的管制。法院以時代變遷，全美有線電視鋪設率高達九成以上，有線電視產業高度集中，阻礙了其他新展業者進入有線電視服務市場機會，准許跨業經營反而會促進市場競爭，且有助於意見及言論自由、市場多樣化目標的達成。據此法院之違憲認定，國會乃制定1996年《電信法》，廢除跨業經營的禁令。藉由法律鬆綁，配合科技創新與演進，讓三領域產業匯流，進行更激烈的競爭，使全民享受更多樣化的，更有效率的服務。

### 解除管制下的規範行為
解除管制的首要工作在於調整管制結構，儘可能促進競爭，可是在開放競爭後，先前之獨占經營者在既有網路及顧客之堅強基礎上，仍常是市場之主導者，其優勢的市場力量不會自動地迅速消失，相反地，在管制解除後，原有的業者仍可為擁有對電信設施的掌控，或是透過仍未開放的電信服務所得的獨占利益，從事交叉補貼，來壓縮競爭者的經營空間，更增加濫用市場力量的可能。換言之，在獨占解除之後，不代表剩餘的獨占利益或獨占地位就被打破，獨占企業在市場開放後，往往持續擁有相當大的剩餘市場力，並可利用其計有之優勢，與新進之業者為不公平之競爭行為，以實質延續其獨占力。因此在市場由獨占走向競爭的途中，必須政府力量的介入，一方面防範計有業者不蕩運用其優勢力量，阻礙新經營者進入該國市場後之有效競爭，一方面培育新進業者，增進其市場競爭之能力。惟隨著市場競爭程度的提升，此等管制機制之角色亦須逐漸調整，而在適當時機予以簡化或解除，以充分發揮市場機能、節省管制成本及受管制者的負擔，並避免形成不必要之競爭障礙。為了要避免市場競爭秩序被破壞，較常見的規範方式有：網路互連機制、不對稱管制、交叉補貼之禁止、電信事業間資源之公平使用、電信事業間負擔之公平性、通信費歸屬、號碼可攜性服務、平等接續原則、妥適編碼、會計分離與公開、費率之管制、普及服務之提供、消費者權益之保障等。

### 垂直管制架構
垂直管制架構是一般法規制定的分類方式與採用模式，原因是分類之後即可針對該產業的營業項目做出規範，較為直觀與簡單。Sicker（2002）、Whitt（2004）提出穀倉式（Silo）的概念，直陳美國電信法使用垂直管制（Vertical regulation）的架構以區分各項業務。從美國的電信、廣電規範架構中可以發現穀倉式運用技術的不同來區隔各項的服務以及法令，Mindel、Sicker（2006）指陳這也潛在一些內在的混淆，例如服務類似但是以不同技術區隔則會列在不同的篇章規範，如有線技術的語音服務（如共同載具）則包含在該法的第二章（Title Ⅱ）中，無線技術的語音服務（如無線電提供），則包含在該法的第三章（Title Ⅲ）中；廣播技術的電視服務（如無線電提供），則包含在該法的第三章（Title Ⅲ）中；但是基於有線電視的傳播技術的電視服務，如有線電視傳播，則包含在該法的第六章（Title Ⅵ）中。如此規定雖然管制方便，但從視這些為同樣服務的使用者角度而言，則無法分辨以及究竟如何規範。

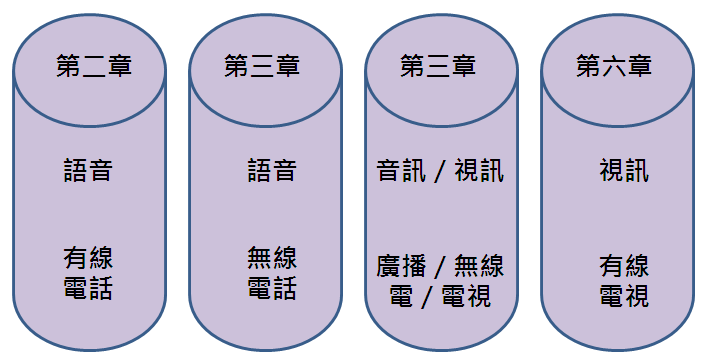
穀倉式垂直架構，修正版的《1934年美國通訊法》（電信法）垂直管制示意圖

### 水平管制架構
水平管制架構（Horizontal regulatory framework）是以「服務」為基礎的立法方式取代垂直管制架構，以解決跨業經營而造成的管制問題。
在技術匯流之後，原本在各個「穀倉」的產業可以容易跨越藩籬進入至另外的「穀倉」之中，並且與原本在另外「穀倉」的業者競爭，這其中容易產生的問題是各個「穀倉」的法規規定並不一致，使得跨業競爭的標準不一，江耀國（2008）彙整這個概念稱之為「管制落差」（Regulatory Gap）。以美國的有線電視與電信的上網服務的案例來看，美國聯邦通訊委員會（FCC）從1999年至2002年有關Portland案（AT&T v. City of Portland）的「接放接取」爭議，即是因為各法院對於電信、有線電視的標準不同而產生，使得最後認列兩者的寬頻服務為「資訊服務」（Information Service）。（Frieden，2003；王郁琦，2004；江耀國，2008；劉幼琍；2004）
「層級模式」（Layered Model）是類似於水平管制架構的模式。自歐盟電信自由化（1980年代）後，即開始有學者發現匯流現象而對政策法制面開始研究與關切。Cuilenburg（1990）即提出荷蘭政府的層級管制方式符合匯流與競爭的態勢；Culenburg、Verhoest（1998）首提出了五層級模式，此為之後各學者研究層級模式的腳本，以下為幾個前後承接的層級模式之彙整。
| Cuilenburg層級模式 | Sicker層級模式 | Werbach層級模式 | Whitt層級模式 |
| Cuilenburg（1998） | Sicker（2002） | Werbach（2002） | Whitt（2004） |

#### 歐盟
歐盟的通訊架構指令是目前被各國廣泛討論的法令架構。歐盟1997年的《因應電信、媒體與資訊科技匯流與管制意涵綠皮書》中，除了強調匯流後修法的重要性，始能進入資訊社會的道路外，綠皮書後半部對於用水平立法來取代垂直立法也開始關切。其後則持續進行諮詢與指令的草擬，至2002年3月公佈架構管制指令，進入新的里程碑。
歐盟通訊架構指令（European Commission, 2002）之立法目的，在於為電子通訊服務、電子通訊網路以及相關設備和相關服務建立協調的管制架構，並建立程序，賦予歐盟各會員國主管機關種種任務，以確保歐盟各會員國管制架構之協調。其中相對以往最大的管制改變乃是打破以往的垂直立法，以電子通訊網路（electronic communications network, ECN）、電子通訊服務（electronic communications service, ECS）取代以往的基礎設施及各式服務。
「電子通訊網路」，指可用以交換，路由之設備或其他使訊號得以透過有線、無線、光學或其他電磁方式傳輸之傳輸系統，包括衛星網路、地面固定網路、地面行動網路、電力線系統、無線廣播或電視網路、有線電視網路等都屬於電子通訊網路範疇內。「電子通訊服務」，則指為獲取酬勞而提供服務，該服務之全部或部分訊號係經過電子通訊網路傳遞、不論是透過電信系統或透過廣電系統所傳輸者均屬之。然電子通訊服務在定義上不包括下列幾種服務：
1. 經由電子通訊網路或電子通訊服務傳遞之「內容」。
2. 對內容具有編輯控制之服務。
3. 歐盟指令98/34/EC第一條所定義之資訊社會服務。（任何有償的服務提供是透過電子設備處理、資料的儲存以及在個別服務的需求上）

#### 英國

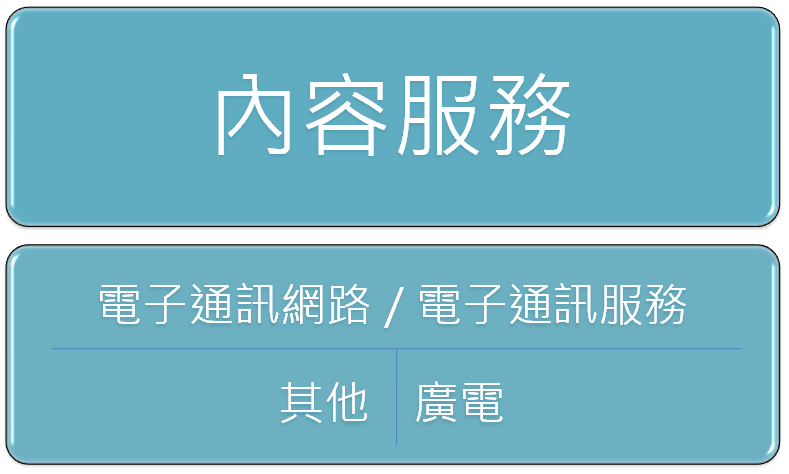
英國2003年通訊管制架構

英國2003年的通訊傳播法建立起類似於歐盟指令的管制架構。由於歐盟指令並不要求全體會員國完全使用其整體架構，相反地如果會員國有其必要，可以制定符合該國的通訊管制架構，英國2003年的通傳法則是依照此一精神，將管制架構分成兩層，並在ECN/ECS中另分廣電平台，以對應英國發達的廣電服務的特殊性（江耀國，2007；江耀國，2008）。

## 通訊匯流產生的問題
Garnham（1996）提醒即使科技的匯流可行，但是否能實施則必須考慮經濟、社會、政治及文化的過程與結構。通訊匯流是個進行式並非完成式，上述的政策、管制概念仍然需要多方的討論才能將以下舉例的概念釐清，真正進入新的格局。

### 管制落差
水平架構是為了因應垂直管制而產生出的概念，以現今學理中其中一部份提到的是因為匯流而必須改變的管制方式。然而究竟需要改變嗎？改變與不改變會有如何的可能？
江耀國（2008）提出管制落差的幾個概念，即「電信、傳播媒體跨業進入另一業別時會有的管制難題」，以及「新興服務出現後的管制難題」。這兩個概念可以印證垂直管制在現有的架構下呈現的兩個狀況，一為「法律上的定性無法明確」，二為「結構管制窒礙」導致不完全競爭，這同樣可以在Whitt（2004）所述的管制上的格狀（Gridlock）與李淳（2007）描述的「Burberry」管制型式產生不合適的管制架構與過多的管制發現到類似的概念。

### 層級模式可以解決問題嗎
層級模式的學者提出此原理的概念，是從ISO的OSI七層網路模型架構引申出，加以轉換成政策管理模式的建議方案。有趣的是這些學者提出之後，真正實際成真為法令架構至今仍未明朗，例如Werbach（2002）曾為美國聯邦通訊委員會的新科技政策顧問（劉幼琍，2004），他提出層級架構之後，美國的通訊管制架構仍是「穀倉式」管制。New Millennium Research Council(NMRC)（2004）綜合數個專家學者的意見，於Whitt（2004）提出四階層模型之後，陳述與Whitt意見相異的報告書。NMRC的八份報告書中提出一些一針見血的概念，例如Gattuso認為：開放接取（Open access）與因為層級概念而限制垂直整合可能會引起更多的問題，例如開放接取可能降低投資意願，以及讓服務的整合更為困難使得消費者權益遭到損害；Woroch持同樣看法認為強制分層會讓創新能力降低，並且認為「死板的」（rigidity）水平架構反而會讓管制機關無法適時反應科技的變動速度，而且使用調整後的垂直管制會比重新建立的水平架構有更好的管制可能。
通訊管制架構修改成層級模式除了需要政治、經濟上的拔河外，同時政策的辯論也是耗時費力，因此層級模式仍然受到挑戰。日本總務省的谷脇康彦（2003）曾參與電信事業法（電信法）修法，亦提出四層級架構，可配合日本電氣通信法的分類方式；之後，總務省2007年12月6日的第二十次會議仍以內容層（コンテンツ）、平台層（プラットフォーム）、傳輸基礎設施層（伝送インフラ）為定型，不過2009年的資通訊白皮書已簡化為內容層與傳輸層兩種，更類似歐盟模式。

### 歐盟水平架構是層級模式嗎
層級模式在多數研究者中認定為水平架構，但是歐盟水平架構是否是種層級模式就形成各自表述。吳佩諭（2007）將以往層級模式的概念套用在歐盟通訊架構指令中，因此將電子通訊網路（ECN）與電子通訊服務（ECS）予以分層。江耀國（2008）與李淳（2008）則是以歐盟指令中定義的18個市場一起涵蓋ECN與ECS，而不另外分層。李淳提出一種可能，即內容層與ECN、ECS層個別使用不同的法制概念管理而形成水平的垂直結構。
| 吳佩諭的歐盟通訊架構 | 江耀國的歐盟通訊架構 | 李淳的歐盟通訊架構之可能 |
| 吳佩諭（2007）       | 江耀國（2008）       | 李淳（2008）             |

歐盟水平架構認定是否為層級模式在理論上與政策制定的概念上需要釐清，立法者需運用準確的概念，以適當的角度去符合當地國的政治、經濟狀況，而非唐突使用。

## 各地區通訊匯流法案的進程

### 台灣
台灣的通訊匯流政策與法制主要是參考他國的經驗而制定。在1982年的英國、1983年的美國、1984年的日本陸續修訂自己的電信法後，1986年～1987年台灣開始進行電信自由化的第一步、1993年有線電視合法化、1996年電信三法（電信法、電信總局組織條例、中華電信股份有限公司條例）通過、1999年衛星廣播電視法通過、2004年1月7日《通訊傳播基本法》公佈、2005年11月9日《國家通訊傳播委員會組織法》公佈、2006年2月22日「國家通訊傳播委員會」（NCC）正式上路（高凱聲，2001；林石根，2004；石世豪，2008）。這段修法歷程顯示出台灣的通訊匯流法案受到當地及世界各國的政治的、經濟的、法案判例的影響。

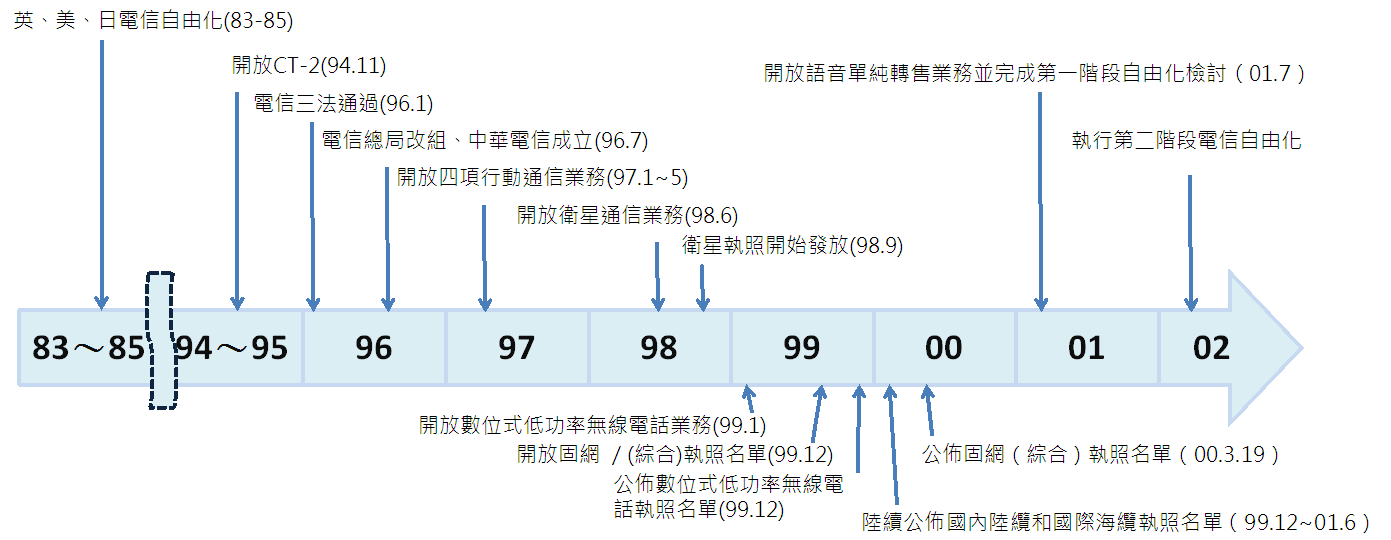
台灣通訊匯流歷程（高凱聲，2001）

#### 電信自由化
自1985年6月政府當局允許用戶可自備專用用戶交換機（PBX）開始，陸續允許用戶自備電話機、數據機、電報交換用戶終端設備、行動電話機、無線電叫人收信器等（林石根，2004），這除了是解除戒嚴的高度管制，也是開始將競爭機制帶入電信設備的市場。
1989年6月開始，對於電信網路的使用大幅度放寬，也開放國際電信加值網路業務之經營，但仍受舊電信法管制使得外國人不得在台灣境內經營電信事業。1992年之後電信法修法草案開始研擬，採用日本《電氣通信事業法》的方式規定電信事業分為第一類與第二類。第一類電信事業為基礎網路傳輸，第二類電信為除了基礎網路傳輸以外之業務，屬於垂直管制架構型態，唯草案初期的法規尚無法讓外國人經營第二類電信，以及無法打破第一類電信由國營電信公司獨家經營局面，然而在1996年電信法修法前，政府單位已針對低功率無線電話（CT-2）開放，開啟新一階段電信自由化之聲。（高凱聲，2001；林石根，2004）

#### 電信、廣電三法

##### 電信三法
1996年2月5日政府公佈實施《電信法》修正案、《交通部電信總局組織條例》修正案、《中華電信股份有限公司條例》，進入新的電信自由化格局。以往台灣的電信總局夾帶著行政、政策、市場三者全拿的方式獨大經營，使得業者無法進入競爭，而在修法之後，電信總局則專注於電信政策設計與電信市場管理，中華電信則致力於市場經營面的獨立公司；此外行動電話業者在此時加入市場戰局，使得原本因為獨占而讓資費不易變動的市場改觀，行動電話的普及率大幅成長，一時之間台灣曾在行動電話的普及率超過100%。此外，外國人已可經營第二類電信事業，並且第一類電信事業開放直接外資比例上限為20%，也打破以往不允許外資進入的規定。

##### 廣電三法
「廣播電視法」甫自1976年公佈，以規範廣播、無線電視的頻譜與相關公司成立的條件。台灣私接型的社區天線從1980年代以前即已開始，1993年公佈實施《有線廣播電視法》後直接讓其來已久的行為解套。政府並未料到此產業的潛力，在管制面向不夠周全之下，幾年下來造就有線電視的普及率大增，也形成此產業的主導業者與不公平競爭行為。1998年新聞局公告有線電視的收費標準上限，對不斷提高的有線電視收費具有遏止的作用，出發點是保障消費者的權益，但業者的糾紛與斷訊仍是2000年前後常見的狀況。1999年公佈《衛星廣播電視法》試圖讓有線電視集團有其他的競爭，匯流的概念逐漸形成。（江耀國，2003；王郁琦，2004）

#### 通訊傳播管理法暨草案

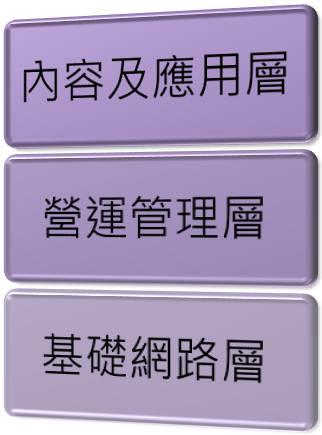
通訊匯流管理法草案架構

新聞局曾於2003年提出的廣電三法修正案，即對匯流趨勢做出因應。國家通訊傳播委員會（NCC）成立的其一目的，即是修訂現行的電信、廣電法，而第一屆NCC在多方的壓力之下，提出《通訊傳播管理法草案》，將電信、廣電三法併入其中，使立法單一化。
《通訊傳播管理法草案》自2007年9月12日提出第一版草案，2007年11月9日提出第二版草案，甫於2007年12月20日提出報請立法院審議版。草案的特點是稱其為參考歐盟指令的水平架構提出台灣版的層級架構－基礎網路層、營運管理層、內容及應用層，以及將原有的電信法、廣電三法內容直接併入。此匯流法雖然美意良善，但仍具缺陷，尤其是其倉卒彙整電信、廣電三法而成，原法令上的問題及與業者溝通不足，使得2008年8月被行政院會退回後，第二屆NCC委員即將此匯流法草案擱置，不再採取一步到位，而是多步到位的方式，先處理廣電三法中較容易修正的法令後，再另行打算。

#### 匯流五法
2015年，國家通訊傳播委員會（NCC）提出匯流五法，包括《無線廣播電視事業與頻道事業管理條例》、《有線多頻道平臺服務管理條例》、《電信事業法》、《電信基礎設施與資源管理法》及《電子通訊傳播法》，配合廣電三法修正，用以推動傳播匯流。

### 中国大陆
2010年6月30日国务院办公厅发文确定北京、上海、深圳、南京等12座城市作为三网融合第一批试点。2011年12月30日国务院办公厅发文确定三网融合第二阶段试点地区：广州、重庆、天津等共计42个。